# Tim Tim
Tim Tim ist eine österreichische Reggae-Band mit internationaler Besetzung, die 1993 von Timothy Afolabi (Timmy) und Fritz Jerey (Jerry) gegründet wurde.

## Bandgeschichte
Ihre erste Veröffentlichung hatte Tim Tim 1997 mit der Single Under The Sun, welche es auf Jamaika bis auf Platz 1 schaffte, das gleichnamige Album belegte in Österreich Platz 3 der Charts.
1998 erschien Under the Mango Tree. Der Refrain der Single basierte auf einem Song von Monty Norman. Das Stück hieß ursprünglich Underneath the Mango Tree und wurde von Bond-Girl Ursula Andress im Film James Bond jagt Dr. No gesungen. Auch in Deutschland wurde die Single veröffentlicht und lief häufig im Radio, ohne dass sie dort Fuß fassen konnte. Under the Mango Tree wurde in Österreich vergoldet und erwies sich als erfolgreicher Exportartikel, der die Band bis nach Jamaika brachte, wo sie 1998 beim weltweit größten Reggaefestival, dem Sumfest (ehem. Sunsplash), am international day u. a. gemeinsam mit Ziggy Marley auftraten.
Im selben Jahr wurden Tim Tim von der IFPI in Österreich als erfolgreichste Newcomer in Bezug auf Airplay und Verkauf ausgezeichnet.
Einen weiteren Hit hatte Tim Tim im Jahr 2000 mit dem SingAlongSong, der – wie die anderen Singles zuvor – auch international immer wieder auf diversen Kompilationen verkoppelt wurde.
Aktuelle Bandmitglieder sind Jerry (Fritz Jerey) aus Österreich, Timmy (Timothy Afolabi) aus Nigeria und Daniela de Lima aus Brasilien. Zudem arbeitete die Band mit verschiedenen nationalen und internationalen Künstlern zusammen.

## Diskografie

### Alben
- 1998: Under the Sun
- 2000: No Culture
- 2003: The Summer Album

### Singles
- 1997: Under the Sun
- 1997: Weep No Child
- 1998: Ready for the Island
- 1998: Under the Mango Tree
- 2000: Sing Along Song
- 2000: Man and Woman
- 2000: Ska-ndal Inna Jungle
- 2000: Jambo Jambo
- 2007: Rum ’n’ Cocacola (Shake It Up)
- 2009: Here Come The Sunshine
- 2011: Pata Pata
- 2015: Swingin Man